# Дневник Аурелии Лафлам
«Дневник Аурелии Лафлам» (фр. Le Journal d'Aurélie Laflamme) — канадский семейный фильм, снятый в 2009 году по роману Индии Дежарден. Премьера в Канаде состоялась весной в 2010 году.

## Сюжет
Отец Аурелии Лафламм умер 5 лет назад, когда девочке было 9 лет. Она считает, что её папа был пришельцем и после смерти вернулся на родную планету. То же Аурелия думает и о себе, что она пришелец, и у неё есть какая-то миссия на Земле. Ей скучно, она одинока, особенно после того, как поругалась со своей лучшей подругой Кэт. Несколько раз в фильме Аурелия упоминала после различных неудач, что у неё будто «куриные мозги». Ей уже 14 лет, а она ещё столько всего не достигла, в том числе, и никогда не целовалась. Но вот Аурелия и Кэт мирятся и знакомятся с мальчиками. Аурелии придется перенести столько радости, страданий и переживаний, чтобы получить то, о чём она так долго мечтала.

## В ролях
- Марианн Вервилль — Аурелия Лафлам
- Алёша Шнайдер — Николя Дюбюк
- Женевьев Шартран — Кэт Демер
- Эдит Кокрейн — мама Аурели
- Жереми Эссиямбри — Труш
- Пьер Гендрон — Дени Больё
- Валери Блэ — Мари-Клод
- Сильви Потвин — Роза
- Камилль Фелтон — Аурелия в 9 лет

## Продолжение
В 2015 году состоялось продолжение фильма.